# شخص ما
شخص ما (باليابانية: 何者) فيلم دراما ياباني من إخراج دايسوكي ميورا. مقتبس من رواية تحمل نفس الأسم للكاتب ريو اساي. صدر الفيلم في 15 تشرين الأول 2016.

## القصة
خمسة طلاب جامعيين يجتمعون لتبادل المعلومات حول البحث عن وظائف.
ولكنهم لا يتكلمون عن افكارهم ومخاوفهم الحقيقية وجهاً لوجه بل يستخدمون تويتر للتعبير عنها.

## الممثلون
- كاسومي أيرومورا بدرو ميزوكي تانابي.
- ماساكي سودا بدور كوتارو كاميا.
- تاكيرو ساتو بدور تاكتو نينوميا.
- فومي نيكايدو بدور ريكا كوبوياكاوا.
- ماساكي أوكادا بدور تاكايوشي مياموتو.
- تاكايوكي يامادا بدور ساوا.
- آمي توميتي

## روابط خارجية
- شخص ما على موقع IMDb (الإنجليزية)
- شخص ما على موقع فيلمافينيتي (الإسبانية)
- شخص ما على موقع قاعدة بيانات الفيلم (الإنجليزية)
- شخص ما على موقع ليتربوكسد (الإنجليزية)
- شخص ما على موقع كينوبويسك (الروسية)